# Mesud Pezer
Mesud Pezer, född 27 augusti 1994, är en friidrottare från Bosnien och Hercegovina. Han deltog vid olympiska sommarspelen 2016 och olympiska sommarspelen 2020.